# 虛擬人
虚拟人又稱数字人，是指人們在计算机上模拟出一個類似真人的虛擬人形象。虛擬人的研究领域涉及到人類的表现、运动和行为。
除了動漫式的虛擬人外，也有照片擬真式的虛擬人，以Deep Learning臉部影像生成技術，模擬出能說多國語言的AI擬真代言人影片。